# Armenia al Junior Eurovision Song Contest
L'Armenia ha fatto il suo debutto al Junior Eurovision Song Contest nel 2007. La rete che ha curato le varie partecipazioni è la ARMTV. Durante la permanenza nella competizione, ha ottenuto 2 primi posti, 5 secondi posti e 3 terzi posti.
Nel 2020, ha annunciato il ritiro dalla manifestazione citando la legge marziale introdotta in seguito alla guerra del Nagorno Karabakh, confermando il ritorno nell'edizione successiva, dove ha ottenuto la sua seconda vittoria con Maléna con la sua Qami qami.

## Partecipazioni
- Primo posto
- Secondo posto
- Terzo posto
- Ultimo posto

| Anno | Artista             | Canzone               | Lingua          | Posizione | Posizione |
| Anno | Artista             | Canzone               | Lingua          | Finale    | Punti     |
| ---- | ------------------- | --------------------- | --------------- | --------- | --------- |
| 2007 | Arevik              | Erazanq               | Armeno          | 2º        | 136       |
| 2008 | Monika Manucharova  | Im ergi hnchyune      | Armeno          | 8º        | 59        |
| 2009 | Luara Hayrapetyan   | Barcelona             | Armeno          | 2º        | 116       |
| 2010 | Vladimir Arzumanyan | Mama                  | Armeno          | 1º        | 120       |
| 2011 | Dalita              | Welcome to Armenia    | Armeno, inglese | 5º        | 85        |
| 2012 | Compass Band        | Sweetie Baby          | Armeno, inglese | 3º        | 98        |
| 2013 | Monica Avanesyan    | Choco-Fabric          | Armeno, inglese | 6º        | 69        |
| 2014 | Betty               | People of the Sun     | Armeno, inglese | 3º        | 146       |
| 2015 | Mika                | Love                  | Armeno, inglese | 2º        | 176       |
| 2016 | Anahit & Mary       | Tarber                | Armeno, inglese | 2º        | 232       |
| 2017 | Misha               | Boomerang             | Armeno, inglese | 6º        | 148       |
| 2018 | L.E.V.O.N           | L.E.V.O.N             | Armeno          | 9º        | 125       |
| 2019 | Karina Ignatyan     | Colours of Your Dream | Armeno, inglese | 9º        | 115       |
| 2020 | Maléna              | Why                   | Armeno, inglese | Ritirata  | Ritirata  |
| 2021 | Maléna              | Qami qami             | Armeno, inglese | 1º        | 224       |
| 2022 | Nare                | Dance!                | Armeno, inglese | 2º        | 180       |
| 2023 | Yan Girls           | Do It My Way          | Armeno, inglese | 3º        | 180       |
| 2024 | Leo                 | Cosmic Friend         | Armeno, inglese | 8º        | 125       |
| 2025 |                     |                       |                 |           |           |

## Storia delle votazioni
Al 2019, le votazioni dell'Armenia sono state le seguenti: 
Punti dati
| Posizione | Stato       | Punti |
| --------- | ----------- | ----- |
| 1         | Georgia     | 137   |
| 2         | Russia      | 122   |
| 3         | Bielorussia | 93    |
| 4         | Paesi Bassi | 80    |
| 5         | Ucraina     | 73    |

Punti ricevuti
| Posizione | Stato          | Punti |
| --------- | -------------- | ----- |
| 1         | Georgia Russia | 126   |
| 3         | Ucraina        | 108   |
| 4         | Bielorussia    | 105   |
| 5         | Paesi Bassi    | 92    |

## Organizzazione dell'evento
| Anno | Città  | Luogo           | Conduttori                                       |
| ---- | ------ | --------------- | ------------------------------------------------ |
| 2011 | Erevan | Arena Demircian | Gohar Gasparyan e Avet Barseghyan                |
| 2022 | Erevan | Arena Demircian | Garik Papoyan, Iveta Mukuchyan e Karina Ignatyan |